# Cassida aureola
Cassida aureola – gatunek chrząszcza z rodziny stonkowatych i podrodziny tarczykowatych.

## Taksonomia
Gatunek ten opisany został po raz pierwszy w 1915 roku przez Franza Spaetha pod nazwą Metriona aureola. Jako miejsce typowe wskazano Chillagoe i Somerset w australijskim stanie Queensland. Do rodzaju Cassida gatunek przeniesiony został w 1990 roku przez Lecha Borowca.

## Morfologia i zasięg
Chrząszcz o krótko-owalnym ciele długości od 4,4 do 4,5 mm i szerokości od 3,2 do 3,3 mm, ubarwiony jednolicie bladożółto z przyciemnionymi czterema ostatnimi członami czułków. Głowę jego cechuje 1,2 raza szerszy niż dłuższy, płaski, niepunktowany, mikrosiateczkowany nadustek oraz co najmniej 2,5 członami wystające za tylną krawędź przedplecza czułki. 1,6 raza szersze niż dłuższe, najszersze pośrodku, równomiernie po bokach zaokrąglone przedplecze ma niepunktowaną, mikrosiateczkowaną powierzchnię z wypukłym dyskiem i rozpłaszczonymi, szerokimi obrzeżeniami. Podstawa  pokryw jest szersza od przedplecza, delikatnie, faliście ząbkowana, o wyraźnie ku przodowi wystających kątach barkowych. Punktowanie pokryw jest gęsto rozmieszczone w regularnych rzędach a międzyrzędy są płaskie i gładkie. Przedpiersie ma szeroki, silnie ku szczytowi rozszerzony wyrostek międzybiodrowy. Odnóża mają na stopach niezmodyfikowane pazurki.
Owad endemiczny dla Australii, znany tylko z północnego Queenslandu.